# Alessandro Trerè
Alessandro Trerè (Milano, 4 febbraio 1884 – Milano, 18 settembre 1924) è stato un calciatore italiano, di ruolo attaccante.

## Carriera
Fu un attaccante del Milan nel corso del primo decennio della sua storia; era noto anche come Trerè I, per distinguerlo dal fratello minore Attilio (noto come Trerè II).
Cominciò a giocare a calcio nell'improvvisata squadra del locale Istituto Cattaneo, per poi tesserarsi al Milan all'età di vent'anni. Nonostante all'epoca il campionato prevedesse ancora un limitato numero di partecipanti e, conseguentemente, di partite, riuscì ad imporsi come prolifico attaccante, rendendosi protagonista degli scudetti rossoneri del 1906 e del 1907.
Nel 1908 si trasferì a Busto Arsizio dove movimentò la nascita delle prime formazioni bustocche. Nel 1910 arrivò a Verona al Verona, in cui giocò sporadicamente.
Morì a Milano il 18 settembre 1924 all'età di quarant'anni.

## Palmarès

### Calciatore

#### Club

##### Competizioni nazionali
- Campionato italiano: 2

Milan: 1906, 1907

##### Altre Competizioni
- Torneo FGNI: 3

Milan: 1904, 1905, 1906